# Sparklehorse
Sparklehorse foi uma banda norte-americana de indie rock liderada pelo cantor e multi-instrumentista Mark Linkous (9 de setembro de 1962 – 6 de março de 2010).
Entre os membros que passaram pela banda estão Scott Minor, Bob Rupe, Johnny Hott e David Lowery de Cracker. Eles se juntaram em 1995 na cidade de Richmond, nos Estados Unidos. 

## História
Em 1996, durante a turnê da banda pela Europa com o Radiohead, o vocalista Linkous provocou uma overdose com a combinação de antidepressivos, Valium, álcool e heroína em um quarto de hotel em Londres. Inconsciente, com suas pernas dobradas sob seu corpo durante quase 14 horas, o acúmulo de potássio resultante fez com que seu coração parasse por alguns minutos após seu corpo ser erguido. Ele passou por uma cirurgia e quase foi necessário amputar as duas pernas. 
Depois de ficar seis meses na cadeira de rodas, Linkous lançou com o Sparklehorse o álbum “Good Morning Spider” (1998), com um tom mais sombrio e profundo. “It’s a Wonderful Life”, lançado em seguida em 2001, seria o álbum preferido de Linkous. A banda ainda lançou "Dreamt for Light Years in the Belly of a Mountain", em 2006. 
Linkous se suicidou em Knoxville, no Tennessee, no dia 6 de março de 2010, com um tiro no peito.
Uma série de pessoas no mundo da música lamentaram a perda do vocalista, incluindo Patti Smith, Colin Greenwood, do Radiohead, Chris Walla, do Death Cab For Cutie, e Steven Drozd, do Flaming Lips.
As músicas do Sparklehorse foram descritas como desafiadoras, surrealistas e excêntricas, fazendo referência a elementos que vão de passarinhos a corpos celestiais. "Na verdade", dizia Joe Tangari, “algumas das letras são tão surreais que é difícil imaginar que elas são até mesmo metáforas para algo.”

## Discografia

### Álbuns de estúdio
- 1995 - Vivadixiesubmarinetransmissionplot (UK No. 58)[2]
- 1998 - Good Morning Spider (UK No. 30)[2]
- 2001 - It's a Wonderful Life (UK No. 49)[2]
- 2006 - Dreamt for Light Years in the Belly of a Mountain (US Heatseekers No. 11, UK No. 60)
- 2010 - Dark Night of the Soul (com Danger Mouse) (UK No. 32)

### EPs
- 1996 - Chords I've Known EP (CD)
- 2000 - Distorted Ghost EP (CD)
- 2009 - In the Fishtank 15 EP (com Fennesz)

### Coletâneas
- 2001 - Chest Full of Dying Hawks ('95–'01) (U.S. promo)
- 2006 - "Stained Glass Tears ('95–'06)" (CD, Promo, Comp) (Capitol Records)